# Štefan Hlaváč
Štefan Hlaváč (3. prosince 1903 Budapešť – 11. února 1983 Hermanovce) byl římskokatolický kněz, středoškolský profesor a humanista.

## Život
Narodil se 3. prosince 1903 v Budapešti. Před začátkem školní docházky se přestěhoval k prarodičům do Kubré u Trenčína. Studoval postupně na gymnáziích v Trenčíně, Trnavě a v Nitře. Po maturitě v roce 1924 začal studovat teologii v kněžském semináři v Nitře. V roce 1927 přestoupil do košické diecéze a pokračoval v studiích na Římskokatolické Cyrilometodějské bohoslovecké fakultě v Olomouci, kterou v roce 1932 ukončil doktorskou prací ze Starého zákona na téma „Etika proroka Ozeáše“. Vedoucím disertační práce byl profesor Jan Hejčl.
Na kněze byl vysvěcen v Olomouci 5. července 1929 arcibiskupem Leopoldem Prečanem. Od 2. září 1929 do 2. července 1950 působil na gymnáziu v Michalovcích jako středoškolský profesor. Na podzim 1939 vstoupil do Hlinkovy slovenské ľudové strany - HSĽS, kde se zabýval převážně sociální péči a arizací židovského majetku v Michalovcích. Od roku 1942 se stal předsedou místní organizace HSĽS v Michalovcích. Po zbavení profesury působil v Michalovcích jako nemocniční kaplan až do roku 1951. Následně krátce působil jako administrátor farnosti v obci Všechsvätí (dnešní Valaliky). Dne 10. září 1952 byl v Košicích zatčen a následně odsouzen na tři roky vězení za ukrývání a nenahlášení salesiána na útěku z Podolínce, kde v tom čase komunisté soustředili členy různých řádů. Během let věznění vystřídal věznice v Ilavě, na Pankráci v Praze, ve Valdicích a v uhelném dole Tmavý důl ve Rtyni v Podkrkonoší. Po propuštění z vazby získal v roce 1957 státní souhlas na pastoraci a až do konce svého života působil jako farář v Hermanovcích u Prešova.

## Dílo
- ŠTEFAN HLAVÁČ, Po priamych cestách. Autobiografická črta, Trnava 1990.